# 雙斑阿南魚
雙斑阿南魚，又稱黃胸鹦鯛、星阿南魚，俗名白肚龍，為輻鰭魚綱鱸形目隆頭魚亞目隆頭魚科的其中一種。

## 分布
本魚分布於印度太平洋區，包括紅海、東非、留尼旺、馬達加斯加、模里西斯、塞席爾群島、聖誕島、中國、日本、台灣、菲律賓、印尼、越南、新幾內亞、澳洲、關島、帛琉、新喀里多尼亞、斐濟群島、索羅門群島、馬紹爾群島、密克羅尼西亞、馬里亞納群島、東加、法屬波里尼西亞等海域。

## 深度
水深1至30m。

## 特徵
本魚體長形，側扁。口小；唇稍厚，內側具縐褶；上下頜前方各有一對向前伸出門狀齒，扁平而有切截緣。成魚呈深褐色，其明顯特徵乃喉部及胸部、腹部為鮮黃色。背鰭和臀鰭上許多藍點，其末端並各有一枚具藍緣的眼狀斑，但其會隨成長而逐漸消退。體被大或中大鱗，頭部眼前無鱗，胸部鱗片不較體側為大；側線連續。尾鰭為淡褐色上一有許多排呈弧型的藍點。幼魚體色和成魚相似但較偏橘紅色。背鰭硬棘9枚、背鰭軟條12枚、臀鰭硬棘3枚、臀鰭軟條11至13。體長可達18公分。

## 生態
本魚體色不隨成長或性別不同而變，多棲息在混有沙石及珊瑚的礁湖或向海礁坡上，會潛沙而眠。以底生動物為食。

## 經濟利用
可為觀賞魚，大魚亦可食用。清蒸、紅燒均可。